# Sistemas de defesa antimísseis por países

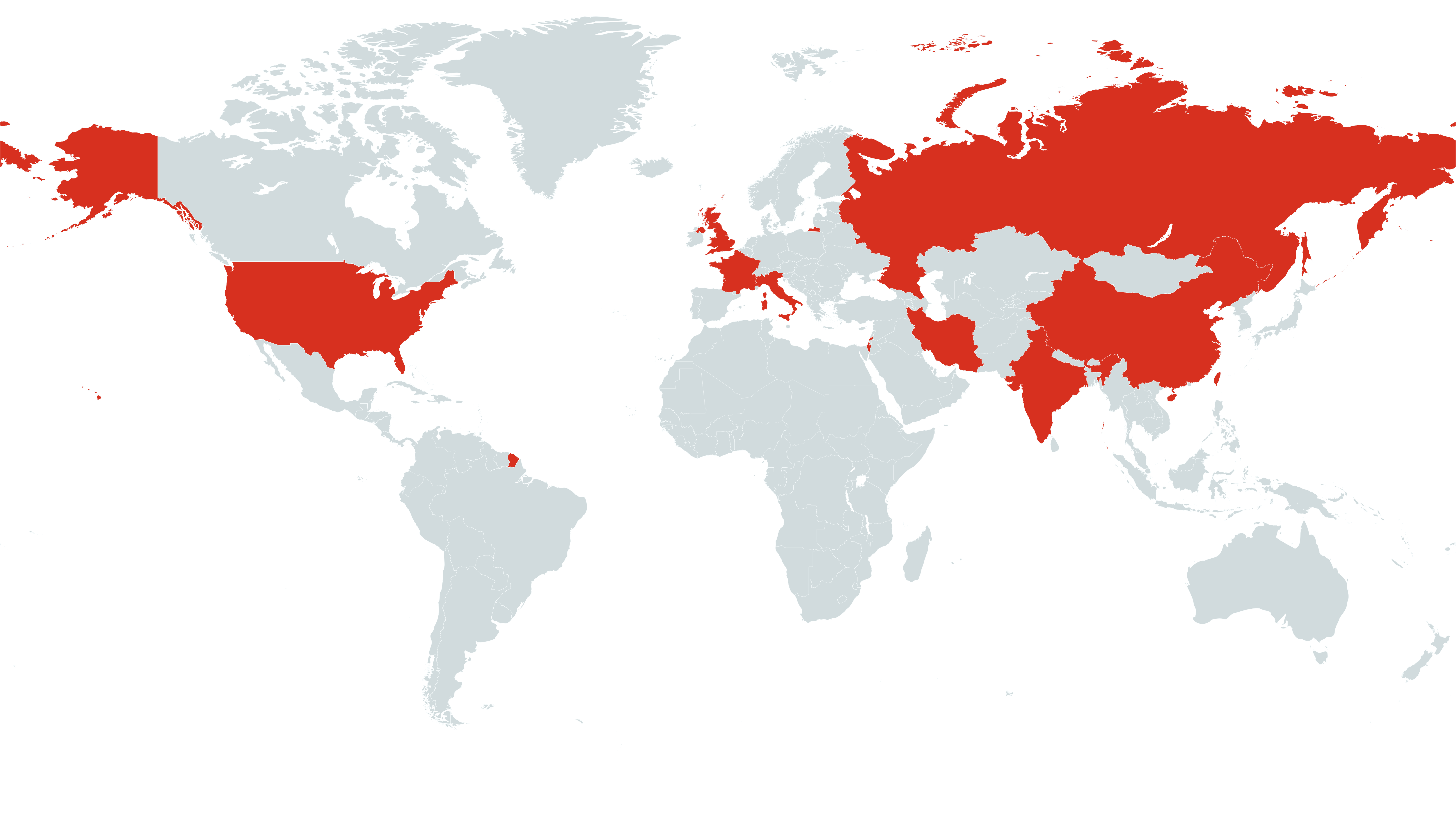
Países com sistemas de defesa antimísseis

Os sistemas de defesa antimísseis são um tipo de defesa contra mísseis destinado a proteger um país de mísseis vindo de fora, tais como mísseis balísticos intercontinentais (ICBMs) ou outros mísseis balísticos. Países como Estados Unidos, Rússia, Índia, Irã França, Israel, Itália, e China; todos são desenvolvedores de sistemas de defesa antimísseis.

## Definições
- O termo "sistemas de defesa antimísseis" significa, amplamente, um sistema que proporciona uma defesa contra qualquer tipo míssil (nuclear ou convencional) advindo de outro país.
- Qualquer mecanismo que possa detectar e destruir um míssil antes que ele consiga causar qualquer dano, isso é chamado de sistema de defesa antimísseis (MDS).[2]

O papel da defesa contra mísseis nucleares tem sido um acalorado tópico militar e político por muitas décadas. Entretanto, a defesa antimísseis não está mais limitada a interceptação de armas nucleares estratégicas. O gradual desenvolvimento e proliferação de mísseis tecnológicos tem manchado a reputação entre as tecnologias para a interceptação de mísseis táticos (geralmente, curto para médio alcance sem cargas nucleares) e mísseis estratégicos (normalmente, de longa distância com cargas nucleares). Os mísseis balísticos táticos de alta performance sem cargas nucleares agora têm a capacidade de afetar o equilíbrio em zonas de conflito. Da mesma maneira, os sistemas de defesa antimísseis táticos de alto desempenho podem, agora, influenciar o desdobramento estratégico de força.

## França, Itália e Reino Unido

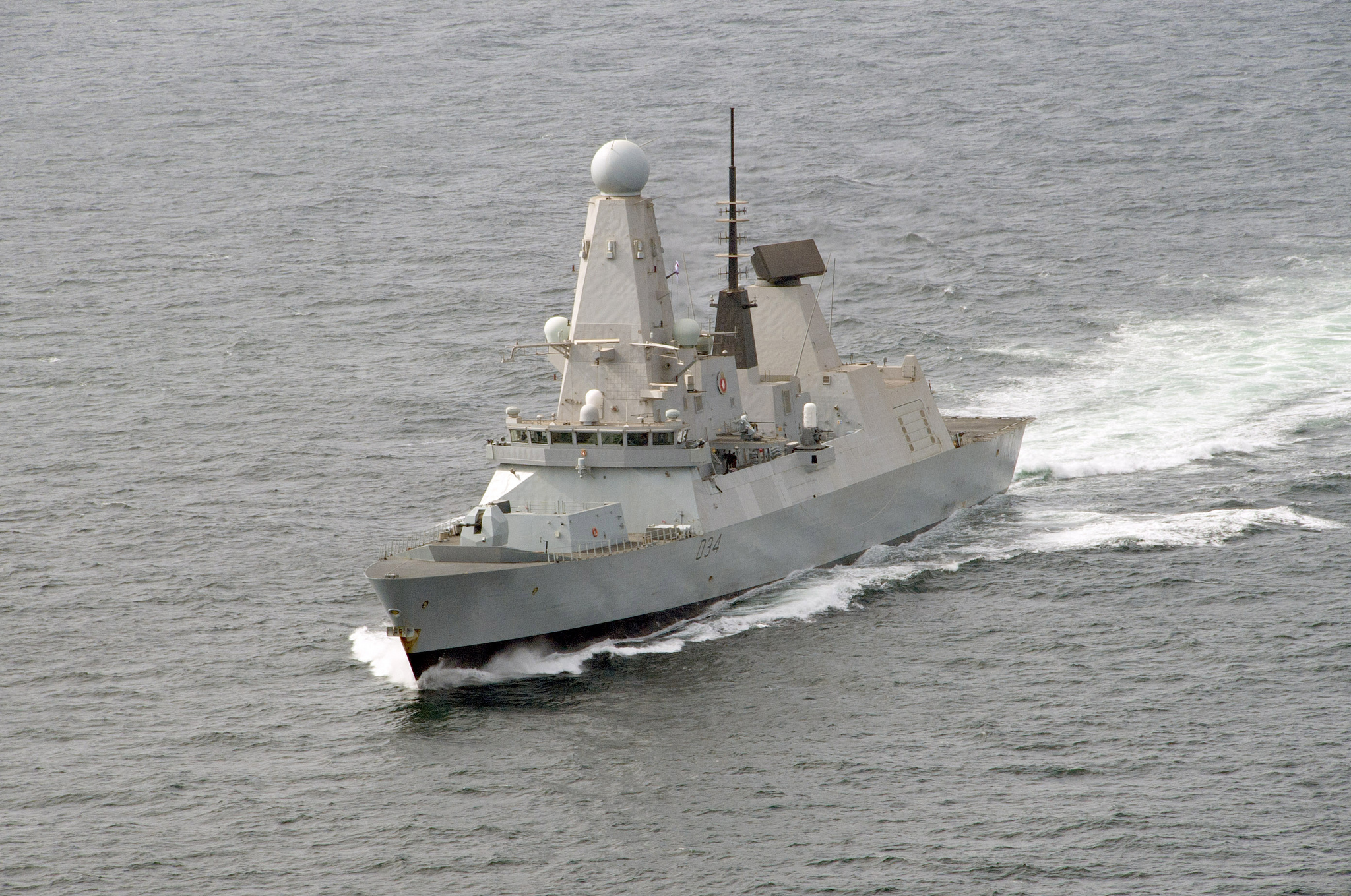
HMS Diamond (D34), um destroier Type 45 da Marinha Real equipado com o Sylver A-50 VLS e com capacidade de 15 a 30 mísseis Aster. Diamond disparou os seus mísseis pela primeira vez em maio de 2012, durante a interceptação, bem sucedida, de um drone Mirach.

O Reino Unido, França e Itália têm desenvolvido um programa chamado PAAMS (Sea Viper no Reino Unido). Ele foi projetado para armar a fragata da classe horizon (que foi um programa em conjunto do Reino Unido, França e Itália). Então, o Reino Unido desistiu do programa nas fragatas, em vez disso optaram por desenvolver e construir seu próprio destroier tipo 45, que ainda utilizaria o sistema de defesa antimísseis PAAMS. França e Itália então decidiram que eles gostariam de estender o programa para poder incluir um sistema de mísseis antibalísticos lançados do solo. França e Itália, consequentemente, projetaram o SAMPT - um caminhão equipado com um sistema de mísseis antibalísticos que opera a tecnologia PAAMS.

## Índia
Dois sistemas estão em fase de testes e planejamento. A rede de defesa ar possui dois principais componentes - o "Sistema de Defesa Aéreo Terrestre de Ambiente" (ADGES) e a "Base Aérea de Defesa de Áreas" (BADZ). A rede ADGES providencia ampla área de cobertura de radar e permite a detecção e interceptação da maioria das incursões no espaço aéreo indiano. O sistema BADZ é muito mais concentrado em radares, interceptadores, SAMs e AAA, unidade que trabalham em conjunto para fornecer uma forte barreira, altamente efetiva, para repelir ataques contra alvos vitais.

### Defesa contra mísseis balísticos

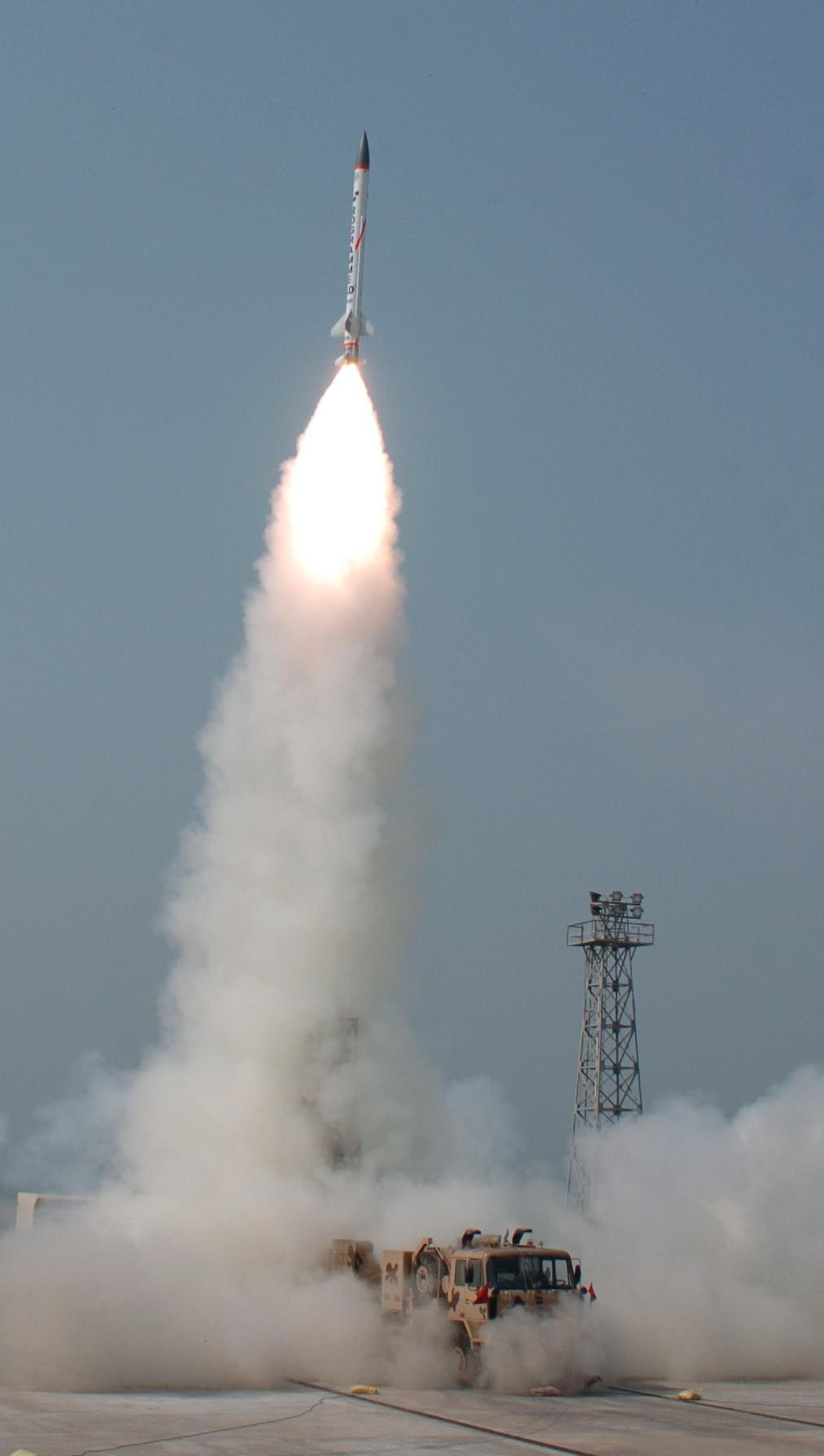
Lançamento de um míssil Advanced Air Defense (AAD)

O programa de defesa contra mísseis balísticos é uma iniciativa para desenvolver e implementar um sistema de defesa multicamadas contra mísseis balísticos, afim de proteger a Índia de ataques de mísseis balísticos.
Introduzido uma luz contra a ameaça dos mísseis balísticos vindos do Paquistão, há um sistema de dupla camada constituído por dois mísseis interceptadores, nomeados de Defesa Aérea Prithvi (PAD) - mísseis para interceptação em alta altitude -, e os de Defesa Aérea Avançada (AAD) - mísseis para interceptação em baixa altitude. As duas camadas de proteção devem ser capazes de repelir mísseis vindos de uma distância superior a 5.000 km.
O sistema PAD foi testado em novembro de 2006, seguido pelo AAD em dezembro de 2007. Com o teste do míssil PAD, a Índia tornou-se o quarto pais a ter desenvolvido um sistema antimísseis balísticos bem sucedido antes dos Estados Unidos, Rússia e Israel. Em 6 de março de 2009, a Índia testou novamente de forma sucedida o seu escudo de defesa antimísseis, durante um teste de interceptação de um míssil "inimigo" a uma altitude de 75 km.
Em março de 2012, foi anunciado que a fase I estava completa, e que o projeto poderia ser implantado para proteger duas cidades indianas a curto prazo. Nova Délhi, capital da Índia, e Mumbai, foram selecionadas para receber o sistema de defesa antimísseis. Depois de sua bem sucedida implementação em Délhi e Mumbai, o sistema será utilizado para cobrir outras cidades maiores no país. Esse escudo pode destruir mísseis balísticos que venham de uma distância superior a 2.000 km. Quando a fase II estiver completa e PVS for desenvolvido, os dois sistemas antimísseis balísticos poderão interceptar alvos a uma distância superior a 5.000 km, tanto em regiões exo e endo-atmosféricas (dentro da atmosfera).
Além dos esforços da DRDO para desenvolver um potente míssil de defesa, a Índia está, supostamente, estudando o Arrow Israelense, S-300 PMU-1/-2 e S-400, da agência de projetos Almaz, e o Antey 2500/S-300VM da agência de projetos Antey. A Índia adquiriu um esquadrão de S-300V, sistema que é usado como se fosse uma "barreira contra mísseis balísticos anti-tático".
A Índia também comprou o sistema o russo S-400 por 5,4 bilhões de dólares em 2018.

### Defesa contra mísseis de cruzeiros
A defesa contra ataques de mísseis de cruzeiro, por outro lado, é semelhante ao combate de aeronaves tripuladas em baixas altitudes. Portanto, a maioria dos métodos de defesa contra aeronaves também pode ser empregado em um sistema de defesa para repelir mísseis de cruzeiro.
A fim de afastar ameaças de ataque com mísseis de cruzeiro portando ogivas nucleares, a Índia criou um novo programa de defesa antimísseis, que tem como foco apenas a interceptação de mísseis de cruzeiro. Esse grande avanço tecnológico foi possível com a utilização de um Míssil de Defesa Aérea Avançada (AAD). O chefe da DRDO, Dr. V. K. Saraswat, declarou em uma entrevista: "Nossos estudos tem indicado que este AAD será capaz de lidar com a interceptação de um míssil de cruzeiro".
Além disso, a Índia está adquirindo radares aéreas como o AWACS para garantir a detecção de mísseis de cruzeiro, afim de se precaver de qualquer ameaça.
Barak-8 é um míssil antiaéreo e antimíssil de longo alcance pertencente ao sistema de defesa naval, que está sendo desenvolvido em conjunto das Indústrias Aeroespaciais de Israel e a Organização de Pesquisa e Desenvolvimento de Defesa (DRDO) da Índia. O exército indiano está considerando introduzir uma variante do míssil Barak 8 para poder suprir as suas necessidades de um míssil superfície-ar de média distância para defesa aérea. A verão naval deste míssil terá a capacidade de interceptar mísseis de cruzeiro inimigos e jatos de combate visando os seus navios de guerra. A Índia tem uma parceria com Israel para estes mísseis.
Em novembro de 2010, em entrevista com o Vice-Presidente Sr. Lova Drori ele confirmou que o sistema David's Sling (Estilingue de Davi) foi ofertado para as forças armadas indiana.
A DRDO também está desenvolvendo mais sistemas de defesa como VL-SRSAM, QRSAM, Akash-NG e XRSAM.

## Israel

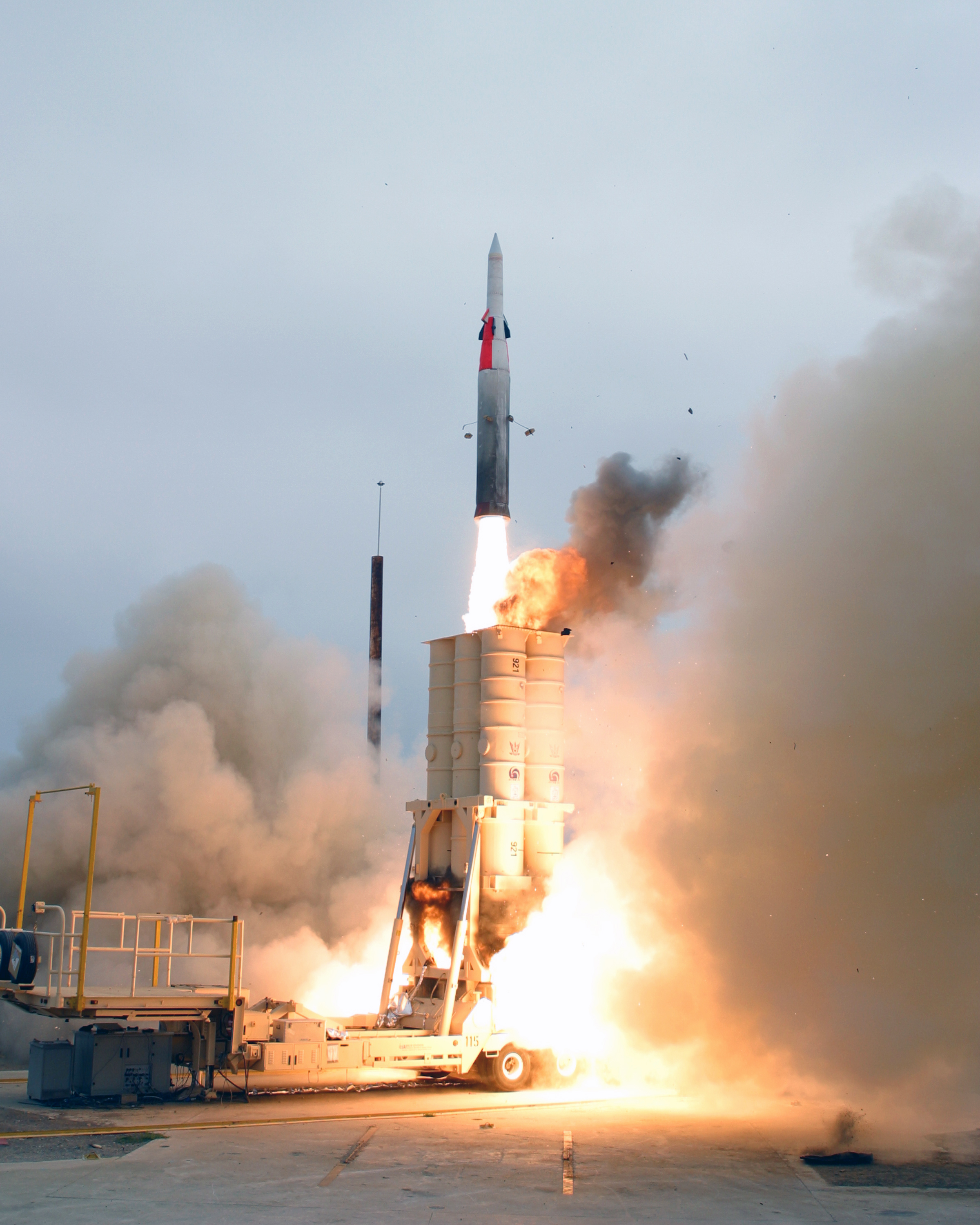
Um interceptador Arrow de mísseis balísticos.

Israel tem um sistema nacional de defesa antimíssil contra mísseis de curto e longo alcance que utiliza o seu sistema de mísseis Arrow. O Arrow ou Hetz (do hebraico: חֵץ, pronuncia-se ['χet͡s]) é uma família de mísseis antibalísticos projetados para atender as necessidades israelenses de um theater missile defense system (sistema estratégico de defesa antimíssil). Produzido e financiado em conjunto de Israel e Estados Unidos, foi desenvolvido o sistema que teve início em 1986 e tem continuado até hoje, recebendo algumas críticas contrárias ao projeto. [carece de fontes?] Posto em prática pelas Indústrias Aeroespaciais de Israel (IAI) e a Boeing, é supervisionado pela administração "Homa" (do hebraico: חומה, pronuncia-se [χoma], "muralha") do Ministério de Defesa Israelense e a Agência de Defesa Antimísseis dos Estados Unidos.
O sistema Arrow (Seta) consiste no interceptador antimísseis hipersônicos Arrow na produção conjunta com o radar AESA de alerta antecipado Elta EL / M-2080 "Green Pine" (Pinho Verde), o centro C3I da Tadiran Telecom, "Golden Citron" ou "Citron Tree" (Cidra Dourada ou Cidreira), e o centro de controle de lançamento das Indústrias Aeroespaciais de Israel, "Brown Hazelnut" ou "Hazelnut Tree" (Avelã Marrom ou Arvore de Avelã). O sistema é transportável e pode movido para outros locais preparados.
Seguido da construção, testes e demonstração da tecnologia do Arrow 1, começo o desenvolvimento e produção da versão Arrow 2 do míssil. O Arrow é considerado um dos programas de defesa antimíssil mais avançados que existem atualmente.Citação: O projeto do Arrow 3 promete ser um sistema extremamente capaz e mais avançado que nós já havíamos tentado em outros programas nos Estado Unidos. [...] Isso tem que ser feito pelos pesquisadores, que precisam alcançar uma maior flexibilidade entre outros aspectos, como o sistema de propulsão - ele precisa ser extremamente preparado.Esse é o primeiro sistema operacional de defesa antimíssil projetado e construído, especificamente, para interceptar e destruir mísseis balísticos. A primeira bateria Arrow declarada totalmente operacional foi em outubro de 2000. Embora, vários de seus componentes tenham sido exportados, o Comando de Defesa Aérea Israelense junto com a Força Aérea Israelense (IAF) das Forças Armadas de Israel (IDF) são, atualmente, os únicos detentores do sistema Arrow completo. O Arrow 3 foi declarado operacional na quarta-feira, 18 de janeiro de 2017.
Além do míssil Arrow, Israel tem o Iron Dome (Cúpula de Ferro) que é destinado a interceptar e destruir foguetes de curto alcance e peças de artilharias disparadas a uma distância de 4 a 70 quilômetros. Já o David's Sling (Estilingue de Davi) tem o propósito de interceptar foguetes de média e longa distância e mísseis de cruzeiro, como os que o Hezbollah detém posse, disparados a partir de uma distância de 40 a 300 km. O Iron Beam (Viga de Ferro) é um laser de alta energia (HEL) que, durante os testes de seu protótipo, conseguiu derrubar alvos aéreos a uma distância superior a 4 quilômetros.

## Rússia

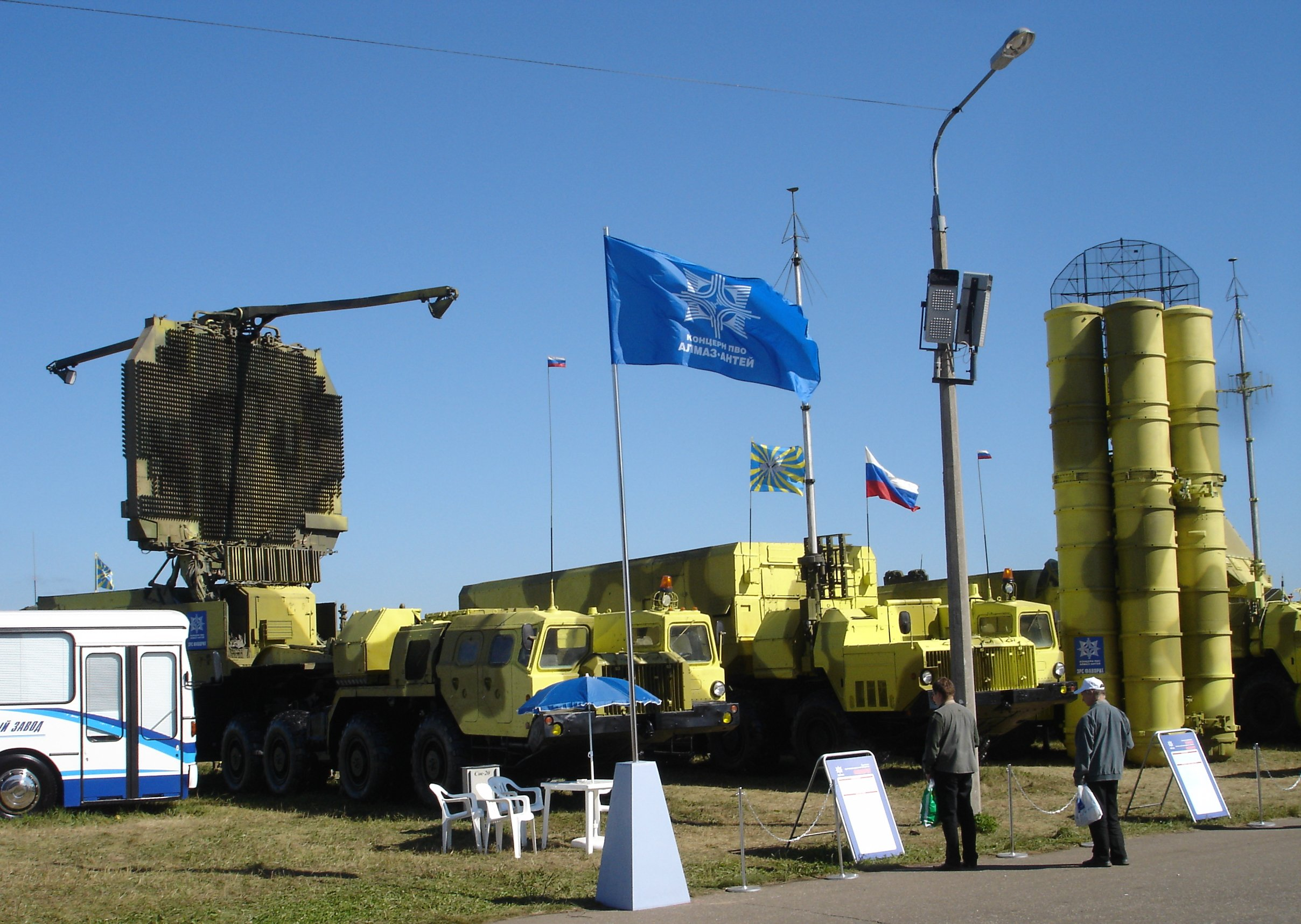
Veículos S-300PMU-2. Da esquerda para a direita: radar de detecção 64N6E2, posto de comando 54K6E2 e 5P85 TEL

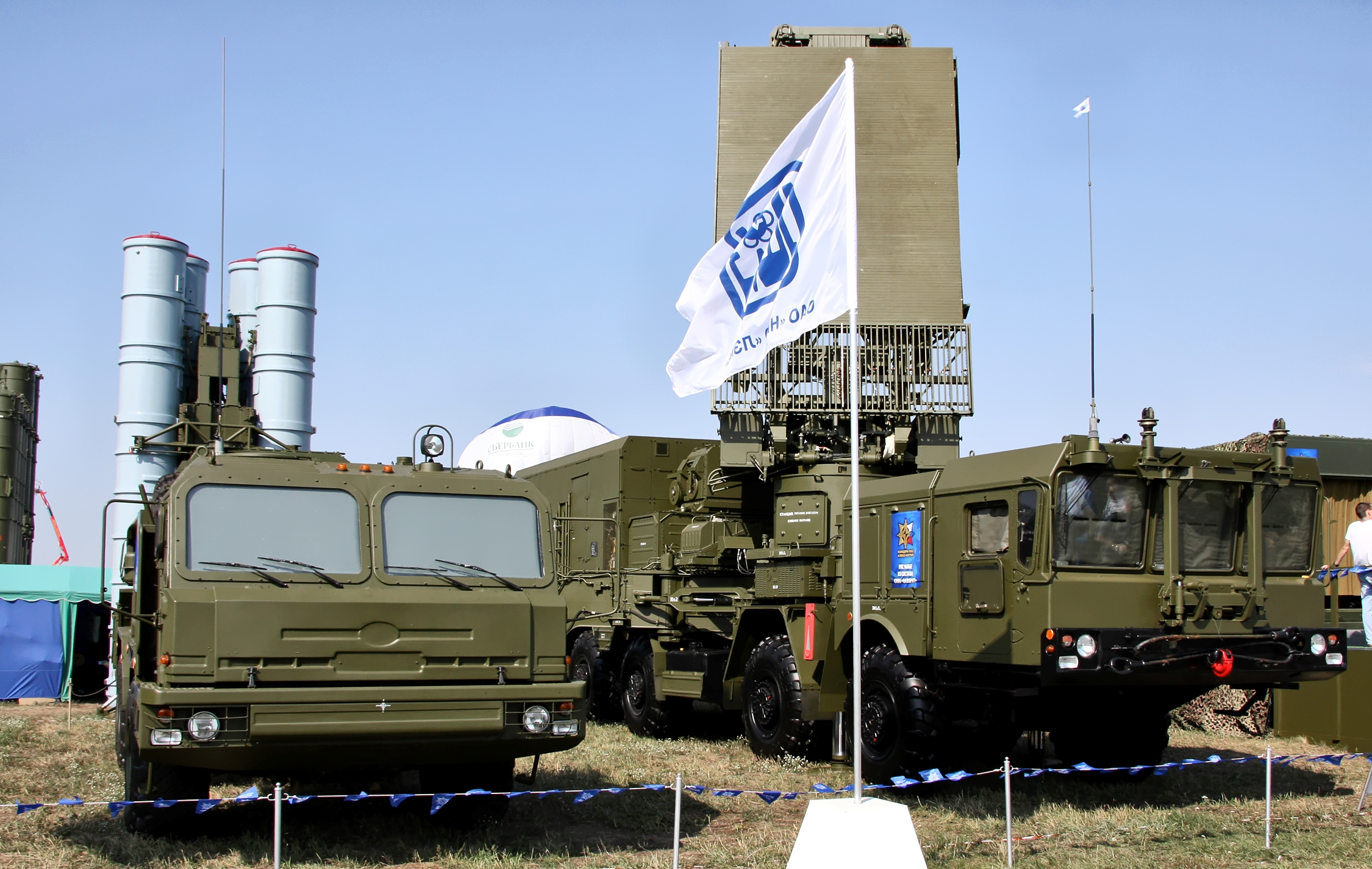
Veículos S-400. Da esquerda para a direita: 6P80 TEL e o radar de detecção 65N6

O sistema russo antimísseis balístico A-135 é atualmente o único operacional em torno da cidade de Moscou, capital do país, e está sendo implementado para proteger cidades maiores na Rússia. O sistema antimísseis balísticos A-135 é um complexo militar russo implantado ao redor de Moscou para conter mísseis inimigos destinados a cidade ou áreas próximas. Tornou-se operacional durante 1995. Ele é o sucessor do anterior A-35, que estava em conformidade com o Tratado de Mísseis Antibalísticos, a partir do qual os Estados Unidos retiraram-se unilateralmente em 2002.
O sistema A-135 atingiu o status de "alerta" (operacional) em fevereiro de 1995. Está atualmente em operacional, embora seu componente 53T6 (NATO:SH-11) esteja desativado (em fevereiro de 2007). Um novo míssil está sendo esperado para substituí-lo. Há uma versão de teste do sistema em operação na região de Sary Shagan, Cazaquistão.
O S-300PMU1 e o PMU2 podem interceptar SRBMs, já o S-300V e S-400, sistema Triumf (Triunfo), são capazes de interceptar um ataque múltiplo de IRBM, incluindo todos os modelos DF-21 de IRBMs. Esses sistemas de defesa antiaérea têm sido adquiridos por países como Turquia, Índia, China, Arábia Saudita e Coreia do Sul. Outros países que também têm expressado interesse incluem Irã e Bielorrússia.
O melhorado S-300VM/VMK tem a capacidade de interceptar mísseis balísticos com uma distância de 2.500 km com velocidade de reentrada de 4,5 km/s, enquanto que o S-400 promete ser capaz de interceptar mísseis balísticos a uma distância de 3.500 km que tenham velocidade de reentrada de 4,8 a 5 km/s. Um sistema projetado para interceptar ogivas a 5 km/s tem a possibilidade de atuar como um sistema de ponto de interceptação contra ogivas ICBM simples que possuam uma velocidade característica de reentrada de 7 km/s. Além da principal implantação em Moscou, a Rússia tem se esforçado ativamente nas capacidades principais do ABM e de seus modelos de sistema SAM ultrapassados. Defesas terrestres estratégicas russas contra mísseis balísticos e de cruzeiro estão centralizadas e em serviço
- S-300P (SA-10)
- S-300V [SA-12A/B Giant/Gladiator (Gigante/Gladiador)]
- S-300PMU-1/2 [SA-20A/B Gargoyle (Gárgula)]
- S-400 (SA-21)
- S-500 (em desenvolvimento)

## Estados Unidos

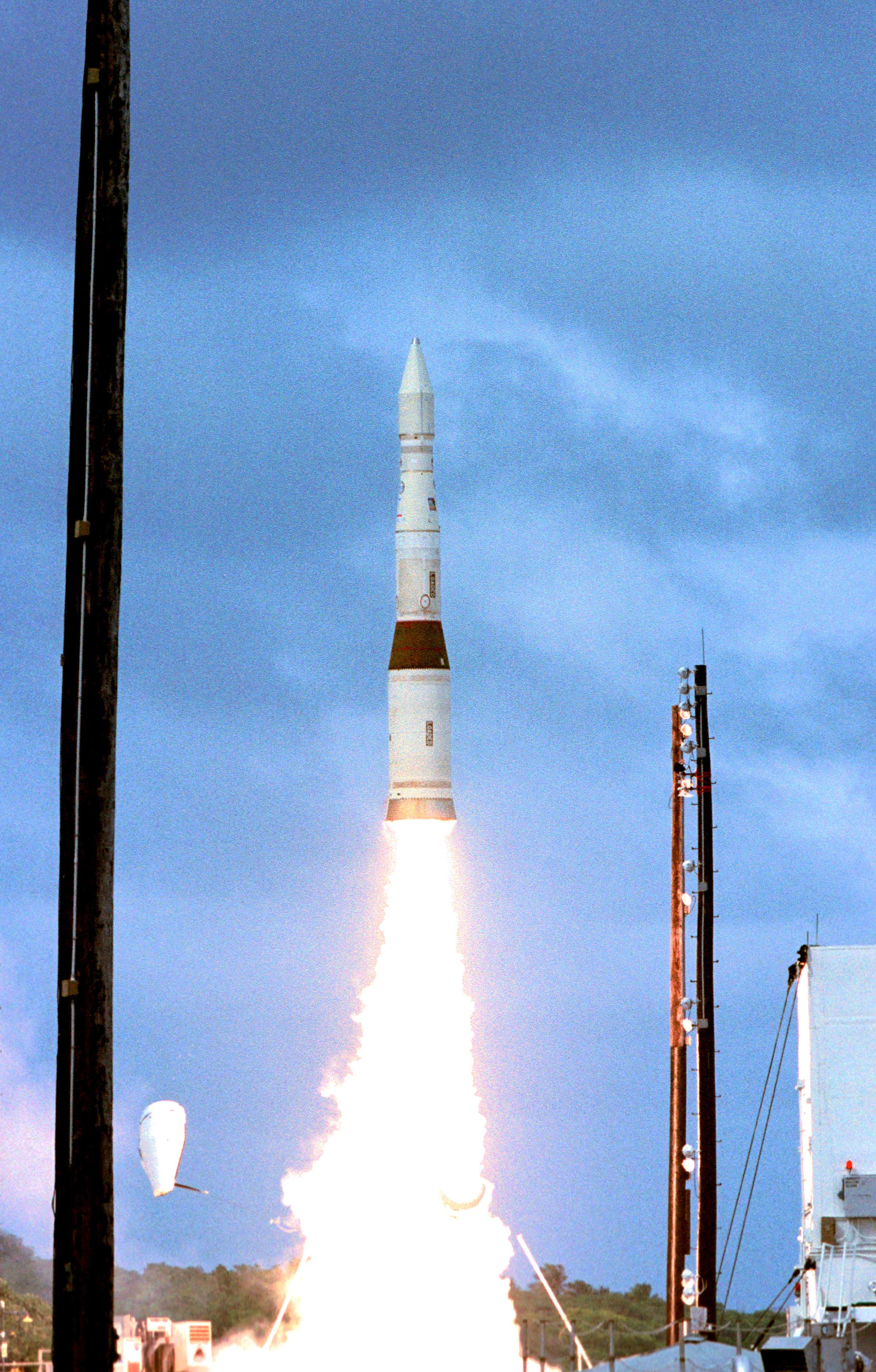
Um foguete espacial usado para transporte de carga (PLV) carregando com um protótipo kill vehicle exo-atmosférico é lançado a partir da ilha Meck no Kwajalein Missile Range em 3 de dezembro de 2001, para a interceptação de um míssil balístico alvo sobre o oceano Pacífico central

O Sentinel (Sentinela) estadunidense foi um programa nacional planejado para defesa antimísseis durante a década de 1970, mas nunca chegou a ser implantado. Os princípios do Sentinel eram, na verdade, projetados brevemente como um programa salvaguarda, apesar de não ser o ramo de atuação nacional. Os Estados Unidos têm em desenvolvimento um programa nacional antimísseis desde a década de 1990. Posteriormente renomeado em 2002, o termo refere-se agora a todo programa, não apenas a interceptação terrestre e equipamentos associados.
Outros elementos que ainda podem ser integrados dentro da Defesa Nacional Antimíssil (NMD) pode incluir lasers mísseis antibalísticos, marítimos ou espaciais, e sistemas de mísseis de alta altitude. O programa NMD está limitado ao propósito de projetar algo para conter um ataque ICBM, relativamente, pequeno a partir de um adversário com menos recursos. Diferente do programa anterior a Iniciativa de Defesa Estratégica não foi projetada para ser um escudo robusto contra um ataque de larga escala partindo de um adversário, tecnicamente, mais bem preparado.
A partir de 2012, esse sistema está operacional com capacidade limitada. No início de abril de 2013, o Pentágono anunciou que tem planos para implantar mais 14 mísseis interceptadores baseados em terra (GBI) para o Alasca, em resposta as ameaças norte-coreanas de empregar armas nucleares contra os Estados Unidos. Uma bateria do Terminal de Defesa de Área em Alta Altitude (THAAD) também foi implantado em Guam.

## China
A China testou o FJ ABM durante a Guerra Fria, porém eles optaram por cancelá-lo. A PLA tem desenvolvido recentemente a série de mísseis antibalísticos KT e também tem adotado capacidades antibalísticas limitadas nas séries HQ, KS e HQ-16.
A China testou com sucesso suas capacidades de interceptação em um teste que ocorreu em 2012 e também em 2013, sendo o segundo país capaz de executá-lo. Essa tecnologia antimíssil é bem sucedida até os dias atuais. O sistema BMD foi novamente testado em 8 de setembro de 2017 e foi considerado bem decorrido.
Quatro versões do S-300 estão em serviço: PMU, PMU1, PMU2 e o naval S-300FM Rif. Baseado no S-300PMU1, o Rif equipa os dois contratorpedeiros de defesa aérea Tipo 51C Luzhou da PLAN, permitindo que eles contribuam para a proteção de um local costeiro contra ataques de SRBM.
O S-300PMU2 possui a melhor capacidade de interceptação de um míssil SRBM, porque ele utiliza o míssil 48N6E2, que possui ogivas otimizadas para destruição de mísseis balísticos, e melhor cinemática em comparação com os mísseis 48N6 antecessores.
O HQ-9 também possui alguma capacidade ABM.
Entretanto, pode ser observado que em 11 de janeiro de 2007 o teste do míssil antissatélite chines foi realizado com sucesso utilizando um míssil KT-1 com um Kinetic Kill Vehicle (Veículo de Morte Cinética) montado.
Novos mísseis como o HQ-19, HQ-26 e HQ-29 estão sendo construídos.

## Irã
Após a proibição russa de exportar S-300 para o Irão (que foi levantada em 2015), o Irão decidiu desenvolver um sistema semelhante a nível interno: “Planejamos construir um sistema de mísseis de defesa aérea de longo alcance semelhante ao S-300. graça e pelos esforços dos engenheiros iranianos, alcançaremos a auto-suficiência neste aspecto." 

### 15 Khordad

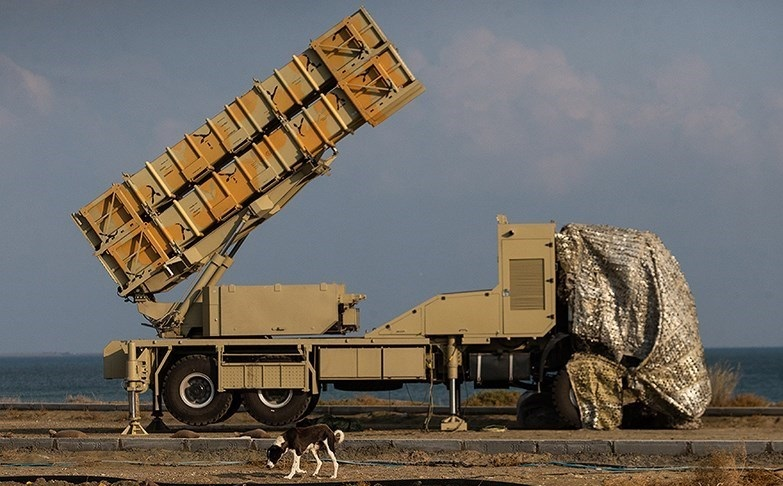
15 Khordad

O Khordad 15 é um sistema de mísseis terra-ar (SAM) projetado e construído pelo Irã.  O sistema foi revelado ao público em 9 de junho de 2019 em um discurso proferido pelo ministro da Defesa iraniano, Amir Hatami , em Teerã , Irã. O sistema foi desenvolvido pela Organização das Indústrias de Aviação do Irã (IAIO). Terá a capacidade de detectar e interceptar caças , alvos furtivos , veículos aéreos de combate não tripulados (UCAV) e mísseis de cruzeiro . Opera em conjunto com mísseis Sayyad-3 . O sistema de mísseis terra-ar foi desenvolvido para combater mísseis e outras ameaças aéreas apresentadas pela presença de forças extra-regionais em bases militares em países ao redor do Irão. [ citação necessária ] Foi revelado em meio à escalada das tensões com os Estados Unidos e às tentativas fracassadas da Europa de cumprir seus compromissos com o acordo nuclear com o Irã de 2015 .

### Bavar-373
Bavar-373 é um sistema de mísseis terra-ar móvel rodoviário de longo alcance iraniano revelado em agosto de 2016. O Irã o descreve como um concorrente do sistema de mísseis S-300 . É fabricado pelo Ministério da Defesa iraniano em cooperação com fabricantes e universidades locais não especificados.
O sistema foi formalmente apresentado durante cerimónia que contou com a presença no dia 22 de agosto de 2019, e foi declarado operacional no mesmo dia.
Uma versão atualizada foi revelada em 2022. O Irã o descreveu como um concorrente do S-400 e disse que é capaz de abater caças de quinta geração .
O primeiro protótipo foi construído em 22 de novembro de 2011. O Irã anunciou que o sistema foi projetado e construído pelo Ministério da Defesa, pelas indústrias nacionais e por algumas universidades iranianas. Esmaieli disse que o Irã nem pensa mais no S-300 porque o Bavar-373 era muito mais capaz. Fontes iranianas sugerem que o Bavar 373 será móvel, com quatro mísseis carregados em cada caminhão lançador móvel.

## Taiwan
Taiwan opera o sistema Sky Bow (Arco do Céu) da família BMD. O desenvolvimento do Sky Bow começo em 1981 com sua expansão tendo início em 1993. O Sky Bow II é uma versão melhorada do Sky Bow I, ambos utilizam o sistema comum de lançamento a partir silos.
Em 2001, começou o desenvolvimento do sistema, completamente novo, Sky Bow III, com um teste de voo tendo início em 2009 e implantação logo após. O Sky Bow III possui uma velocidade máxima de Mach 7 (8575.31 kp/h). Uma variante naval do Sky Bow III também tem sido desenvolvida.
Além da força BMD, o exército opera o sistema de defesa aérea Antelope (Antílope) que dispõe de uma significativa capacidade antimíssil de cruzeiro. O ROCAF também opera baterias importadas Patriot PAC-3.

## Outros desenvolvimentos

### Japão
Em 2018, a força de auto defesa terrestre do Japão (JGSDF) chegou a seu 54º ano com sistema Hawk (Falcão) e o treinamento de defesa antimísseis no Fort Bliss. Em 2016, a força de autodefesa do Japão (JASDF) e a força de auto defesa terrestre (JGSDF) iniciaram seu 52º ano do lançamento anual de mísseis reais na Cordilheira McGregor, Novo México em Fort Bliss. A prática de serviço anual de 2014 do míssil PAC-3 Patriot (Patriota) demonstrou uma taxa de abate de 100% diante de um grupo que incluía os generais comandantes do White Sands Missile Range (WSMR) e do 32º Comando de Defesa Aérea e Mísseis do Exército (AAMDC). Todas as equipes JASDF Patriot participaram do exercício anual, que leva vários meses.
Desde 1998, quando a Coreia do Norte lançou um míssil Taepodong-1 sobre o norte do Japão, os japoneses têm desenvolvido em conjunto com os Estados Unidos um novo interceptador de superfície-ar conhecido como Patriota de Capacidade Avançada 3 (PAC-3). Até o atual momento, os testes tem sido bem sucedidos, e está previsto para que o PAC-3 seja instalado em 11 locais diferentes. Um porta-voz militar disse que os testes foram feitos em dois lugares, um deles em um parque de negócios no centro de Tóquio e o outro em Ichigaya - em um lugar não muito longe do Palácio Imperial. Junto com o PAC-3, o Japão tem instalado o sistema antimísseis balísticos Aegis (Égide), desenvolvido pelos EUA, baseado em dados marítimos, que foi testado com sucesso em 18 de dezembro do 2007. O míssil foi lançado de um navio de guerra japonês em parceria com a Agência de Defesa Antimísseis dos EUA, e destruiu alvo simulado lançado a partir da costa.
Na década de 2010, o Japão consultou junto com os Estados Unidos a possibilidade de implantar um sistema Terminal de Defesa de Área em Alta Altitude (THAAD) e uma versão baseada em terra do interceptador Standard Missile-3 montado nos contratorpedeiros Aegis. Em um teste conjunto dos EUA e Japão do Standard Missil-3 Block IIa, foi bem sucedido em interceptar um míssil balístico a uma média distância em 3 de fevereiro de 2017. A intenção do Japão é criar um quarto estágio de proteção antimísseis. Em 2020, o Japão se desfez dos planos de comprar um sistema Aegis Ashore terrestre dos EUA, alegando que o sistema era muito caro e que demandaria muito tempo.

### Coreia do Sul
Como o EAU (Emirados Árabes Unidos), a Coreia do Sul concordou em implantar sistemas THAAD. O acordo foi anunciado em julho de 2016.
Devido a defesa kinetic-kill como a THAAD destruírem mísseis com alto valor de entrada colidindo com eles, o sistema de mísseis é defensivo e não para ataque. O acordo veio depois da Coreia do Norte lançar mísseis balísticos de média distância, em junho de 2016; a China repudiou ações das partes envolvidas como desestabilizadoras. Fontes militares da Coreia do Sul responderam que o lançamento feito pela Coreia do Norte, em 12 de fevereiro de 17, representou uma nova tecnologia, um "lançamento a frio", usando gás comprimido antes da ignição do foguete de combustível sólido. Esse tipo de tecnologia no lançamento se dá através de um míssil balístico lançado por um submarino (SLBM). A China respondeu ao lançamento norte-coreano cortando suas importações de carvão para Coreia do Norte, que equivale a 50% da renda do país. Em 6 de março de 2017, a Coreia do Norte disparou quatro mísseis a partir de Tongchang-ri, um local conhecido para mísseis de longa distância, as 7:36 AM do horário local, um dos quais caíram no mar do Japão (mar oriental da Coreia), com os outros três mísseis remanescentes pousando na zona económica do Japão. Um quinto míssil norte-coreano falhou no lançamento.
Naquele dia, os primeiros veículos da bateria THAAD foram enviados para a Coreia do Sul. Dois caminhões lançadores chegaram à base aérea de Osan na Corea do Sul, em 6 de março de 2017. Em 6 de setembro de 2017, o radar AN/TPY-2, o sistema de controle de disparos, e todos os seis lançadores (com 48 interceptadores THAAD) foram completamente instalados.
A Coreia do Sul também está desenvolvendo vários sistemas nativos de curto alcance BMD sob seus sistemas coreanos de defesa aérea e de míssil (KAMD), agendados para serem implantados no início de 2020. O KAMD (Defesa Aérea e Antimísseis da Coreia) é uma multi plataforma, defesa aérea e mísseis de curto alcance, conceito que a Coreia do Sul vem desenvolvendo desde 2006 para aperfeiçoar suas proteções contra DPRK SRBMs, mísseis de cruzeiro e pequenos aviões. A Coreia do Sul é desenvolvedora do míssil terra ar coreano de médio alcance Cheongung (KM-SAM), projetado para interceptar DPRK SRBMs e MRBMs a uma altitude relativamente baixa, similar ao PAC-3. O Míssil superfície-ar coreano de longa distância (L-SAM), em desenvolvimento até 2023, será supostamente similar ao THAAD, operando em altas altitudes com capacidade de interceptação contra SRBMs e MRBMs em sua fase final.

### Emirados Árabes Unidos
Os Emirados Árabes Unidos (EAU) formou as suas duas primeiras classes de unidades de Defesa Aérea me Alta Altitude do Terminal Americano (THAAD) no Fort Bliss, em 2015 e 2016. Seus primeiros exercícios de "fogo real" com mísseis Pratriot aconteceram em 2014. Os EAU é o "primeiro parceiro pertencente ao GCC (Conselho de Cooperação do Golfo) a possuir uma capacidade de defesa antimísseis balísticos de alto nível do sistema de armas THAAD", afirmou o general do Exército dos EUA dirigindo-se as turmas de formandos.

## Críticas
Bruno Gruselle, em 2010, notou que os formadores de leis franceses consideravam o tratado de 1972 dos mísseis antibalísticos (ABM) e a doutrina de destruição mútua assegurada como algo de grande importância para a estabilidade estratégica. Alguns analistas franceses, notadamente por Camille Grand, viram a defesa antimísseis como comprometedora tanto da doutrina e do tratado, assim como a nova, e ariscada, corrida armamentista. Isso se reflete no desenvolvimento de avançadas defesas antimísseis, contramedidas e chamarizes, bem como em um elevado número e mais manobrável de veículos reentrada direcionável independentemente - tanto quanto os sistemas de intercepção projetados para destruí-los.
Em adição, especialistas como L. David Montague, Eugen E. Habiger, general aposentado da Força Aérea dos EUA, e Harvey L. Lynch, questionaram a confiabilidade destes sistemas. Além das dificuldades técnicas, que são descritas como sendo mais desafiadoras do que acertar uma bala na outra. Todos os dados de desempenho são derivados de experimentos e testes com scripts. A eficácia deles é incerta em uma situação real de uma guerra total. Entretanto, mísseis balísticos não nucleares e mísseis convencionais têm sido usados em recentes conflitos regionais limitados de modo estratégico. Vários mísseis balísticos disparados por houthis no Iêmen têm sido interceptados pelas baterias MIM-104 Patriot, e mísseis cruzeiros russos foram usados novamente na Guerra Civil Síria.
Gruselle notou que a maioria dos especialistas franceses em segurança têm duvidado da viabilidade tecnológica das defesas antimísseis balísticos intercontinentais. Alguns pensam que é tolice gastar enormes quantias de dinheiro em tecnologias não comprovadas que carecem de efetividade ou utilidade política. Contudo, a comunidade política de defesa francesa via a defesa antimísseis Americana apenas como uma "arma econômica" usada para derrotar a União Soviética e vencer a Guerra Fria.
As defesas contra mísseis existentes são atualmente vulneráveis a maneuverable hypersonic vehicles (veículos hipersônicos manobráveis), que podem ser manobrados em velocidades altas o suficiente para superar as defesas antimísseis. A China está entre os países que detêm veículos supersónicos, como sistemas para lançar ogivas.
Yousaf Butt, um crítico da defesa antimíssil, afirma no The Bulletin of the Atomic Scientists (Boletim dos Cientistas de Átomos) que "assim como as armas nucleares, a paixão por defesas antimísseis dos EUA vai despertar o desejo de outras nações a terem esta cara tecnologia".
O chefe de estado maior da Rússia ameaçou realizar um ataque preventivo as instalações de defesa antimísseis da OTAN, apoiada pelos EUA, no leste europeu caso Washington prossiga com seu plano de construção de um escudo antimísseis. O Ministro da Defesa russo, Anatoliy Serdyukov, também alertou que os diálogos entre Washington e Moscou sobre este assunto estão "perto de um beco sem saída". A enviada especial do Departamento de Estado dos EUA, Ellen Tauscher, respondeu que nenhum país deveria entrar em outra corrida armamentista.